# La cueva de Emiliodón
La Cueva de Emiliodón es una serie chilena animada en 3D en metraje 60fps realizada en 2007 por la productora Atiempo, transmitida por TVN y Chilevision y financiada por el CNTV que narra la supuesta vida en el Pleistoceno.
Esta musicalizada por la banda Chancho en Piedra, quienes a su vez permanecen en la historia como los Jabalí en Piedra.
Esta se desarrolla en el atractivo turístico conocido como la cueva del Milodon, ubicado en la zona sur de Chile en el territorio que actualmente comprende la región de Magallanes. Su protagonista es el legendario Milodón quien ejerce la profesión de detective y debe resolver casos que le suceden a los otros animales, entre ellos la Macrauquenia, el Toxodonte, el Gliptodonte y el Ave del terror, entre otros ya extintos.

## Personajes
- Emiliodón: Es el protagonista de la serie, es un milodón (perezoso gigante) de color café. Es valiente, físicamente fuerte, inteligente, astuto, confiado, decidido y algo vanidoso, usa gafas pequeñas de color morado, probablemente para verse bien, aunque igual le sirven ya que tiene problemas de visión y sin ellas es torpe y casi ciego. Es un detective que se especializa en resolver casos como robos, secuestros y planes de algún villano que ocurren durante la série, como dato extra se sabe que es adicto a las apuestas.
- Teobaldo: Es uno de los protagonistas de la serie, es un pelagornis chilensis color blanco. Tiene las puntas de sus plumas, de su cola y de sus alas de color morado, y es el compañero de Emiliodón. Es avaro, codicioso, gruñón, tacaño y se preocupa principalmente del dinero que gana con los casos y constantemente está haciendo cosas para obtener más dinero fácil. Es mayor que Emiliodon ya que en un capítulo se le oye mencionar que cuando Emiliodon era pequeño le decía tío Teobaldo.
- Macraeugenia: Es la alcaldesa del pueblo, es una macrauchenia patagónica color naranja y suele ser la víctima de los casos que resuelve Emiliodón (principalmente robos). Tiene un acento notable que la distingue de otros y suele mencionar en la series que está obesa.
- Arnoldito y Primitiva: Son los 2 únicos niños que aparecen durante la serie, ambos suelen meterse en problemas por sus travesuras y terminan siendo rescatados constantemente por Emiliodon, a quien ellos admiran mucho y quieres ser como el, Arnoldito es un Toxodonte regordete con unos dientes inferiores que sobresalen de su boca  mostrando unos frenillos, suele ser bastante torpe e inocente aunque lo más probable es que sea bastante pequeño debido a su comportamiento, además de tender a echarse gases en repetidas ocasiones durante la serie, por otro lado Primitiva es un Gliptodonte suele estar acompañada de Arnoldito siempre, probablemente ella sea mayor que el debido a que se presenta de manera más madura y siempre parece estar cuidando de él.

- Dr. Eustaquio: Es probable un pingüino emperador debido a su tamaño, parece tener una obesidad muy notable, es serio, un poco gruñón e inteligente. Sabe mucho en cuanto a medicina, por lo tanto, es el doctor del pueblo y suele ser el que ayuda cuando hay heridos o si alguien se enferma.

- Buen Chato: Es un personaje secundario. Es un dinomido americano. Es bajo, robusto y de color café claro. Es gruñón, mal humorado y codicioso y suele ser el responsable de algunos casos solo por querer llamar la atención o por sentirse solo y cuenta con un acento mexicano que lo caracteriza.

- Millonaria Millonaria: Es una nutria color rojo que se caracteriza principalmente por ser muy adinerada y se menciona que es considerablemente atractiva. Es algo gruñona, vanidosa, y siempre trata de ser el centro de atención, suele ser víctima de robos, por lo que es una cliente frecuente de Emiliodón y en algunos casos solo por llamar la atención ella los perpetua.
- Abuelo Tardígrado: Es un personaje secundario que no aparece mucho en la serie, es un tardígrado color verde. Es viejo y sabio, amable, cariñoso, y paciente. Posee grandes conocimientos debido a su avanzada edad, suele educar a Arnoldito y Primitiva, también suele informar a Emiliodón sobre cosas que encuentra en escenas del crimen y para que le servirá la pista.

- Las Aves del Terror: Son los únicos antagonistas de la serie. Como su nombre lo dice son aves del terror que quieren reinar la Patagonia como sus ancestros lo hacían (dinosaurios). Suelen robar, engañar y secuestrar para cumplir sus malvados planes pero estos son frustrados por Emiliodón.

## Producción
En el año 2006, la productora obtiene tres financiamientos del CNTV para la serie La cueva de Emiliodón en asociación con TVN y Chilevision respectivamente, y las series preescolares Recórcholis y Corchito y Leonardo el Inventor, todas estas emitidas en UCV.
En el año 2009, la productora recibe el financiamiento del CNTV para la segunda temporada de esta misma.